# Doença profissional (Portugal)
Doença profissional é uma infecção provocada por uma Extremidades Empresariais, repetida e durável, que tem origem no exercício da profissão. Resulta diretamente das condições de trabalho e causa incapacidade para o exercício da profissão ou morte.
No sistema jurídico português, existe uma Lista de Doenças Profissionais, publicada através do Decreto Regulamentar n.º 76/2007, de 17 de Julho. Segundo ela, as doenças profissionais podem se dividir nestes grupos:
1. - Doenças provocadas por agentes químicos
1.1 - Causadas por tóxicos inorgânicos
2. - Doenças do aparelho respiratório
2.1 - Pneumoconioses por poeiras minerais
2.2 - Granulomatoses pulmonares extrínsecas provocadas por poeiras ou aerossóis com ação imunoalérgica
2.3 - Broncopneumopatias provocadas por poeiras ou aerossóis com acção imunoalérgica e ou irritante
3. - Doenças cutâneas
3.1 - Causadas por produtos industriais
3.2 - Causadas por medicamentos
3.3 - Causadas por produtos químicos e biológicos
3.4 - Causadas por fungos
4. - Doenças provocadas por agentes físicos
4.1 - Causadas por radiações
4.2 - Causadas por ruído
4.3 - Causadas por pressão superior à atmosférica
4.4 - Causadas por vibrações
4.5 - Causadas por agentes mecânicos
5. - Doenças infecciosas e parasitárias
5.1 - Causadas por bactérias e afins
5.2 - Causadas por vírus
5.3 - Causadas por parasitas
5.4 - Causadas por fungos
5.5 - Agentes biológicos causadores de doenças tropicais
6. - Tumores
7. - Manifestações alérgicas das mucosas